# 流动的紫禁城
《流动的紫禁城》是以北京文化的代表“紫禁城”建筑为内容，运用创作者自己的创作和多种舞台艺术手段，构成了一台服装文化展演。该作品由中国服装设计师胡晓丹先生设计制作，以紫禁城服饰为亮点的文化演出作品，作品的设计取材于北京的“故宫”，演出的内容通过舞台剧、音乐剧等多种形式表现出来，配合舞台的灯光、特效技术。演出的内容从太和门上的门钉到太和殿中的鎏金龙椅；以至珍宝馆中的珐琅座钟，几乎故宫中轴线上的建筑都在舞台上得以展现。《流动的紫禁城》于1995年1月在北京保利剧院正式公演，历经21年，作品由最初的二百多套服装发展到现在的两千余套，并被邀请到政府招待会进行演出。
1. 1 2  . www.people.com.cn.   [2016-11-24]. （原始内容存档于2016-08-19）.
2. ↑  . paper.people.com.cn.   [2016-11-28]. （原始内容存档于2016-11-28）.